# Ditrichocorycaeus anglicus
Ditrichocorycaeus anglicus – gatunek widłonoga z rodziny Corycaeidae. Opisał go w 1857 roku angielski antropolog i zoolog sir John Lubbock, nadając mu nazwę Corycaeus anglicus.